# Хессельгрен, Керстин
Керстин Хессельгрен (швед. Kerstin Hesselgren; 14 января 1872 — 19 августа 1962) — шведская феминистка и политик, основатель группы Фогельстад.

## Биография

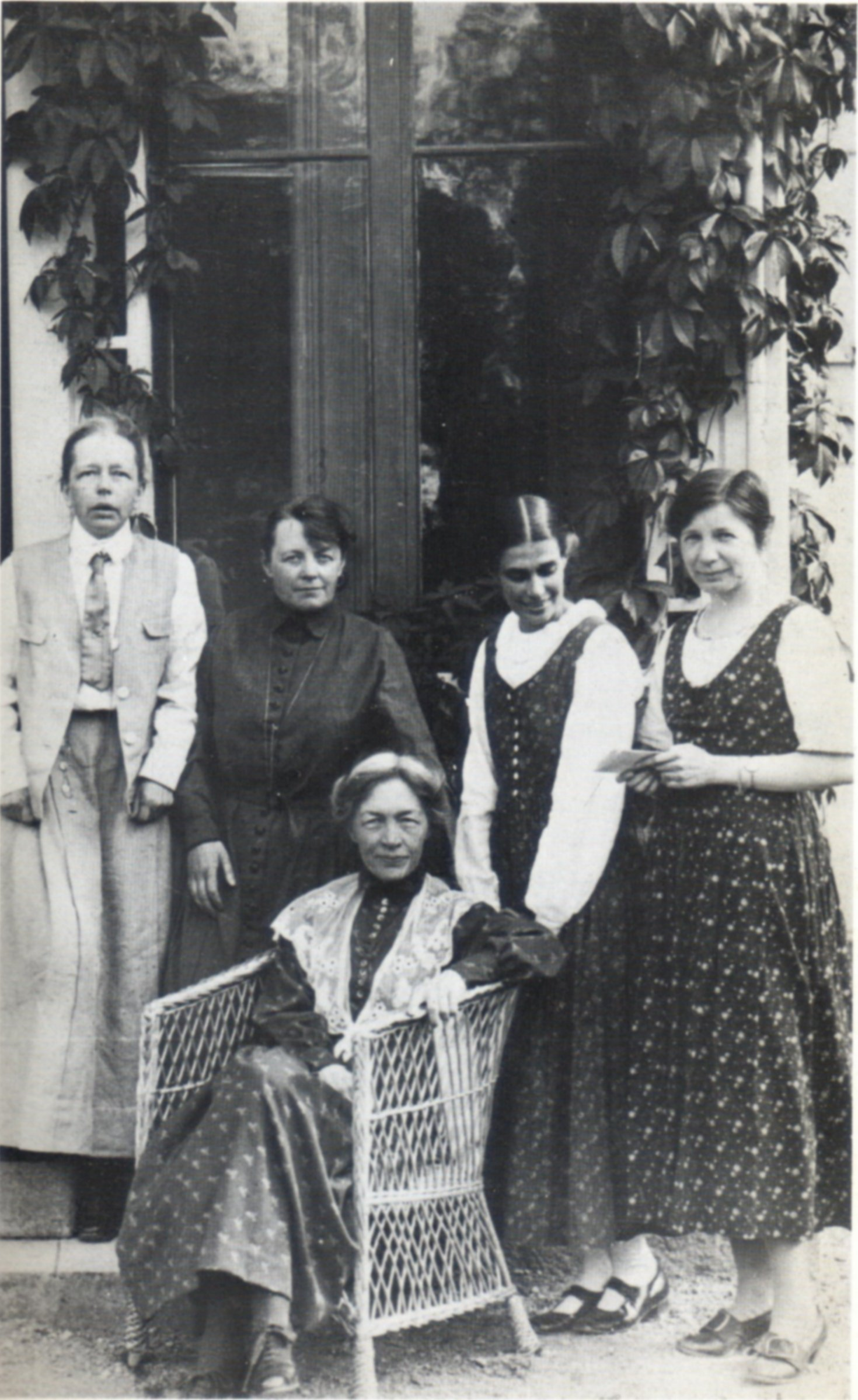
Группа Фогельстад, 1920-е годы.
Слева направо: Элизабет Тамм, Ада Нильссон, Хонорин Хермелин и Элин Вагнер; сидит Керстин Хессельгрен.

Родилась 4 января 1872 года в городе Хофорс в семье врача Густава Альфреда Хессельгрена (Gustaf Alfred Hesselgren) и его жены Марии Маргареты Вурн (Maria Margareta Wærn).
Керстин первоначально училась дома у гувернантки, затем — в школе для девочек в Швейцарии. В 1895 году она получила диплом фельдшера в Уппсале; в 1896 году окончила курсы школьного учителя в Стокгольме; в 1905 году получила квалификацию санитарного инспектора в Бедфордском колледже в Лондоне.
Керстин Хессельгрен работала в Стокгольме санитарным инспектором в 1912—1934 годах и школьным кухонным инспектором в 1909—1934 годах. Она была председателем шведского школьного общества учителей в 1906—1913 годах, а с 1913 по 1934 год являлась управляющим директором женской инспекции безопасности труда. В 1918 году она была удостоена медали Иллис Кворум.

### Политическая деятельность
В 1921 году Керстин Хессельгрен стала одной из пяти первых женщин, избранных в парламент Швеции (верхняя палата) после того, как женщины получили избирательное право. В их числе были: Элизабет Тамм, Нелли Тюринг, Агда Эстлунд и Берта Веллин — вcе они работали в нижней палате. Хессельгрен стала первой женщиной Швеции, выбранной в верхнюю палату парламента страны. Она работала в верхней палате с 1922 по 1926 год (от округа Гётеборг) и с 1927 по 1934 год (от округа Эребру), и в нижней палате с 1937 по 1944 год (от округа Стокгольм). В 1939—1944 годах она была председателем второго юридического комитета риксдага, что также сделало её первой женщиной, возглавлявшей комитет шведского парламента.
Хессельгрен состояла в либеральной партии с 1922 по 1923 (избиралась при поддержке социал-демократов) и с 1937 по 1944 годы. Была независимым политиком с 1923 по 1937 год, а с 1938 по 1944 год являлась членом народной партии.
На международном уровне она участвовала в качестве шведского делегата и эксперта на конференциях Международной организации труда в 1933—1935, 1937 и 1938 годах.
Занимаясь общественной деятельностью, она была председателем ассоциации Frisinnade kvinnor, и в этой роли она была одним из основателей Гражданской школа для женщин в Фогельстаде (Kvinnliga medborgarskolan vid Fogelstad).
Умерла 19 августа 1962 года в Стокгольме. Замужем не была, детей не имела.
Гётеборгский университет учредил в честь Керстин Хессельгрен стипендию для приглашённых профессоров, которая вручается выдающимся женщинам-исследователям в области социальных и гуманитарных наук.